# Kiran Desai
Kiran Desai (Nueva Delhi, 3 de septiembre de 1971) es una escritora india que obtuvo en 2006 el Premio Man Booker por su novela El legado de la pérdida. Es hija de la también escritora Anita Desai.

## Biografía
Kiran Desai nació en Nueva Delhi, ciudad en la que vivió hasta los catorce años. Después vivió un año en Inglaterra con su madre, y luego se trasladó a Estados Unidos, donde estudió escritura creativa en Bennington College y e las universidades de Hollins y Columbia.
Ha sido la mujer más joven en obtener el galardón Man Booker.

## Premios
- Premio Man Booker (2006)
- Premio Betty Trask.
- Premio National Book Critics Circle